# Tercera División de España 1975-76
La temporada 1975–76 de la Tercera División de España de fútbol corresponde a la 39.ª edición del campeonato y se disputó entre el 7 de septiembre de 1975 y el 27 de junio de 1976.

## Sistema de competición
La Tercera División de España 1975-76 fue organizada por la Federación Española de Fútbol (RFEF).
El campeonato contó con la participación de 80 clubes divididos en cuatro grupos. La competición siguió un sistema de liga, de modo que los equipos de cada grupo se enfrentaron entre sí, todos contra todos en dos ocasiones -una en campo propio y otra en campo contrario- sumando un total de treinta y ocho jornadas. El orden de los encuentros se decidió por sorteo antes de empezar la competición.
Se estableció una clasificación con arreglo a los puntos obtenidos en cada enfrentamiento, a razón de dos por partido ganado, uno por empatado y ninguno en caso de derrota. En caso de empate a puntos entre dos o más clubes en la clasificación, se tuvo en cuenta el mayor cociente de goles. 
Los primeros clasificados de cada grupo ascendieron directamente a Segunda División, mientras que los segundos clasificados disputaron la Promoción de Ascenso en sistema de eliminatoria ante los equipos de Segunda División clasificados entre el decimotercero y decimosexto puesto para decidir ascenso o permanencia según el caso.
Los cuatro últimos clasificados descendieron directamente a categoría Regional, mientras que los cuatro anteriores en la clasificación disputaron la Promoción de Permanencia en sistema de eliminatoria ante equipos de Regional.

## Clasificaciones

### Grupo I
| Pos. | Equipo                    | Pts. | PJ | G  | E  | P  | GF | GC | Dif. | Clasificación                     |
| ---- | ------------------------- | ---- | -- | -- | -- | -- | -- | -- | ---- | --------------------------------- |
| 1    | Pontevedra C. F. (A)      | 55   | 38 | 24 | 7  | 7  | 65 | 22 | +43  | Ascenso a Segunda División        |
| 2    | Baracaldo C. F.           | 55   | 38 | 23 | 9  | 6  | 55 | 27 | +28  | Acceso a Promoción de ascenso     |
| 3    | Sestao S. C.              | 53   | 38 | 23 | 7  | 8  | 70 | 30 | +40  |                                   |
| 4    | Bilbao Atlético           | 48   | 38 | 18 | 12 | 8  | 72 | 41 | +31  |                                   |
| 5    | C. D. Orense              | 47   | 38 | 20 | 7  | 11 | 63 | 31 | +32  |                                   |
| 6    | Cultural Leonesa          | 43   | 38 | 15 | 13 | 10 | 49 | 39 | +10  |                                   |
| 7    | Club Guernica             | 42   | 38 | 14 | 14 | 10 | 41 | 34 | +7   |                                   |
| 8    | C. D. Gijón               | 42   | 38 | 19 | 4  | 15 | 52 | 48 | +4   |                                   |
| 9    | Racing de Ferrol          | 40   | 38 | 15 | 10 | 13 | 46 | 39 | +7   |                                   |
| 10   | Gimnástica de Torrelavega | 38   | 38 | 15 | 8  | 15 | 42 | 43 | −1   |                                   |
| 11   | U. P. Langreo             | 37   | 38 | 14 | 9  | 15 | 50 | 51 | −1   |                                   |
| 12   | C. D. Guecho              | 35   | 38 | 13 | 9  | 16 | 38 | 39 | −1   |                                   |
| 13   | Arosa S. C.               | 34   | 38 | 12 | 10 | 16 | 32 | 34 | −2   | Acceso a Promoción de permanencia |
| 14   | C. D. Laredo              | 33   | 38 | 14 | 5  | 19 | 31 | 52 | −21  | Acceso a Promoción de permanencia |
| 15   | C. D. Lugo                | 33   | 38 | 13 | 7  | 18 | 36 | 52 | −16  | Acceso a Promoción de permanencia |
| 16   | C. D. Basconia            | 31   | 38 | 10 | 11 | 17 | 32 | 44 | −12  | Acceso a Promoción de permanencia |
| 17   | C. D. Turón (D)           | 30   | 38 | 11 | 8  | 19 | 34 | 75 | −41  | Descenso a Categorías regionales  |
| 18   | C. D. Santurce (D)        | 24   | 38 | 7  | 10 | 21 | 26 | 55 | −29  | Descenso a Categorías regionales  |
| 19   | Club Siero (D)            | 23   | 38 | 7  | 9  | 22 | 31 | 68 | −37  | Descenso a Categorías regionales  |
| 20   | Club Lemos (D)            | 17   | 38 | 5  | 7  | 26 | 22 | 63 | −41  | Descenso a Categorías regionales  |

 Fuente: Fútbol Regional

### Grupo II
| Pos. | Equipo                 | Pts. | PJ | G  | E  | P  | GF | GC | Dif. | Clasificación                     |
| ---- | ---------------------- | ---- | -- | -- | -- | -- | -- | -- | ---- | --------------------------------- |
| 1    | Getafe Deportivo (A)   | 53   | 38 | 22 | 9  | 7  | 58 | 25 | +33  | Ascenso a Segunda División        |
| 2    | C. D. Logroñés         | 51   | 38 | 21 | 9  | 8  | 51 | 34 | +17  | Acceso a Promoción de ascenso     |
| 3    | Castilla C. F.         | 50   | 38 | 21 | 8  | 9  | 72 | 36 | +36  |                                   |
| 4    | Real Unión de Irún     | 46   | 38 | 19 | 8  | 11 | 68 | 43 | +25  |                                   |
| 5    | Atlético Madrileño     | 46   | 38 | 19 | 8  | 11 | 50 | 33 | +17  |                                   |
| 6    | C. D. Tudelano         | 44   | 38 | 18 | 8  | 12 | 54 | 57 | −3   |                                   |
| 7    | San Sebastián C. F.    | 43   | 38 | 16 | 11 | 11 | 58 | 54 | +4   |                                   |
| 8    | C. D. Mirandés         | 43   | 38 | 17 | 9  | 12 | 42 | 36 | +6   |                                   |
| 9    | Palencia C. F.         | 41   | 38 | 17 | 7  | 14 | 45 | 38 | +7   |                                   |
| 10   | Talavera C. F.         | 40   | 38 | 13 | 14 | 11 | 45 | 47 | −2   |                                   |
| 11   | C. D. Pegaso           | 40   | 38 | 16 | 8  | 14 | 54 | 39 | +15  |                                   |
| 12   | C. D. Carabanchel      | 37   | 38 | 15 | 7  | 16 | 50 | 39 | +11  |                                   |
| 13   | C. D. Colonia Moscardó | 37   | 38 | 13 | 11 | 14 | 30 | 32 | −2   | Acceso a Promoción de permanencia |
| 14   | A. D. Torrejón         | 37   | 38 | 16 | 5  | 17 | 44 | 53 | −9   | Acceso a Promoción de permanencia |
| 15   | C. D. Lagun Onak       | 37   | 38 | 14 | 9  | 15 | 41 | 48 | −7   | Acceso a Promoción de permanencia |
| 16   | Zamora C. F.           | 32   | 38 | 11 | 10 | 17 | 32 | 52 | −20  | Acceso a Promoción de permanencia |
| 17   | C. D. Salmantino (D)   | 24   | 38 | 8  | 8  | 22 | 41 | 58 | −17  | Descenso a Categorías regionales  |
| 18   | C. D. Alfaro (D)       | 22   | 38 | 4  | 14 | 20 | 23 | 65 | −42  | Descenso a Categorías regionales  |
| 19   | S. D. Eibar (D)        | 20   | 38 | 5  | 10 | 23 | 29 | 65 | −36  | Descenso a Categorías regionales  |
| 20   | S. D. C. Michelín (D)  | 17   | 38 | 3  | 11 | 24 | 31 | 64 | −33  | Descenso a Categorías regionales  |

 Fuente: Fútbol Regional

### Grupo III
| Pos. | Equipo                   | Pts. | PJ | G  | E  | P  | GF | GC | Dif. | Clasificación                     |
| ---- | ------------------------ | ---- | -- | -- | -- | -- | -- | -- | ---- | --------------------------------- |
| 1    | Levante U. D. (A)        | 50   | 38 | 22 | 6  | 10 | 64 | 34 | +30  | Ascenso a Segunda División        |
| 2    | S. D. Huesca             | 47   | 38 | 19 | 9  | 10 | 64 | 39 | +25  | Acceso a Promoción de ascenso     |
| 3    | Gerona C. F.             | 45   | 38 | 19 | 7  | 12 | 54 | 40 | +14  |                                   |
| 4    | C. D. Olímpico de Játiva | 44   | 38 | 16 | 12 | 10 | 44 | 32 | +12  |                                   |
| 5    | U. D. Lérida             | 42   | 38 | 17 | 8  | 13 | 53 | 40 | +13  |                                   |
| 6    | C. D. Sabadell C. F.     | 42   | 38 | 17 | 8  | 13 | 54 | 34 | +20  |                                   |
| 7    | C. D. Villena            | 41   | 38 | 15 | 11 | 12 | 49 | 36 | +13  |                                   |
| 8    | C. F. Gandía             | 41   | 38 | 17 | 7  | 14 | 44 | 43 | +1   |                                   |
| 9    | R. C. D. Mallorca        | 40   | 38 | 15 | 10 | 13 | 47 | 44 | +3   |                                   |
| 10   | C. D. Constancia         | 39   | 38 | 16 | 7  | 15 | 47 | 42 | +5   |                                   |
| 11   | Onteniente C. F.         | 38   | 38 | 15 | 8  | 15 | 40 | 30 | +10  |                                   |
| 12   | Vinaroz C. F.            | 38   | 38 | 16 | 6  | 16 | 42 | 51 | −9   |                                   |
| 13   | Villarreal C. F. (D)     | 37   | 38 | 14 | 9  | 15 | 43 | 49 | −6   | Acceso a Promoción de permanencia |
| 14   | C. D. Endesa Andorra (D) | 36   | 38 | 14 | 8  | 16 | 40 | 41 | −1   | Acceso a Promoción de permanencia |
| 15   | C. D. Atlético Baleares  | 36   | 38 | 12 | 12 | 14 | 43 | 47 | −4   | Acceso a Promoción de permanencia |
| 16   | S. D. Ibiza              | 36   | 38 | 15 | 6  | 17 | 50 | 56 | −6   | Acceso a Promoción de permanencia |
| 17   | C. D. Manresa (D)        | 34   | 38 | 15 | 4  | 19 | 50 | 64 | −14  | Descenso a Categorías regionales  |
| 18   | C. D. Mestalla (D)       | 33   | 38 | 11 | 11 | 16 | 42 | 40 | +2   | Descenso a Categorías regionales  |
| 19   | C. D. Masnou (D)         | 28   | 38 | 10 | 8  | 20 | 47 | 82 | −35  | Descenso a Categorías regionales  |
| 20   | C. F. Calella (D)        | 13   | 38 | 4  | 5  | 29 | 21 | 94 | −73  | Descenso a Categorías regionales  |

 Fuente: Fútbol Regional

### Grupo IV
| Pos. | Equipo                     | Pts. | PJ | G  | E  | P  | GF | GC | Dif. | Clasificación                     |
| ---- | -------------------------- | ---- | -- | -- | -- | -- | -- | -- | ---- | --------------------------------- |
| 1    | Real Jaén C. F. (A)        | 55   | 38 | 24 | 7  | 7  | 52 | 18 | +34  | Ascenso a Segunda División        |
| 2    | A. D. Almería              | 50   | 38 | 21 | 8  | 9  | 64 | 35 | +29  | Acceso a Promoción de ascenso     |
| 3    | C. D. San Fernando         | 47   | 38 | 19 | 9  | 10 | 57 | 38 | +19  |                                   |
| 4    | Linares C. F.              | 47   | 38 | 16 | 15 | 7  | 48 | 34 | +14  |                                   |
| 5    | Algeciras C. F.            | 43   | 38 | 14 | 15 | 9  | 44 | 34 | +10  |                                   |
| 6    | A. D. Ceuta                | 41   | 38 | 14 | 13 | 11 | 42 | 42 | 0    |                                   |
| 7    | Xerez C. D.                | 40   | 38 | 15 | 10 | 13 | 61 | 45 | +16  |                                   |
| 8    | C. D. Cacereño             | 40   | 38 | 14 | 12 | 12 | 45 | 44 | +1   |                                   |
| 9    | Orihuela Deportiva C. F.   | 39   | 38 | 16 | 7  | 15 | 41 | 46 | −5   |                                   |
| 10   | Jerez Industrial C. F.     | 38   | 38 | 15 | 8  | 15 | 42 | 45 | −3   |                                   |
| 11   | C. D. Eldense              | 37   | 38 | 12 | 13 | 13 | 32 | 33 | −1   |                                   |
| 12   | Racing Portuense           | 36   | 38 | 12 | 12 | 14 | 35 | 35 | 0    |                                   |
| 13   | C. A. Marbella (D)         | 36   | 38 | 14 | 8  | 16 | 47 | 47 | 0    | Acceso a Promoción de permanencia |
| 14   | C. D. Badajoz              | 35   | 38 | 12 | 11 | 15 | 46 | 43 | +3   | Acceso a Promoción de permanencia |
| 15   | C. D. Díter Zafra          | 35   | 38 | 13 | 9  | 16 | 33 | 43 | −10  | Acceso a Promoción de permanencia |
| 16   | S. D. Melilla              | 34   | 38 | 14 | 6  | 18 | 51 | 53 | −2   | Acceso a Promoción de permanencia |
| 17   | Albacete Balompié (D)      | 31   | 38 | 11 | 9  | 18 | 37 | 53 | −16  | Descenso a Categorías regionales  |
| 18   | Melilla C. F. (D)          | 30   | 38 | 11 | 8  | 19 | 42 | 61 | −19  | Descenso a Categorías regionales  |
| 19   | R. B. Linense (D)          | 28   | 38 | 10 | 8  | 20 | 26 | 50 | −24  | Descenso a Categorías regionales  |
| 20   | S. D. Imperio de Ceuta (D) | 18   | 38 | 4  | 10 | 24 | 27 | 73 | −46  | Descenso a Categorías regionales  |

 Fuente: Fútbol Regional
Notas:
1. ↑  Para la siguiente temporada el C. D. Cacereño cambió su nombre a Club Polideportivo Cacereño
2. ↑  Al finalizar la temporada la S. D. Melilla se fusionó con el Gimnástico Cabrerizas para formar el Club Gimnástico Melilla.
3. ↑  El Melilla C. F. desapareció al finalizar la temporada.

## Promoción de ascenso a Segunda División

### Equipos clasificados
Los siguientes equipos se clasificaron para la promoción de ascenso a Segunda División:
| 1º Baracaldo C. F.                                     | 1º C. D. Logroñés | 1º S. D. Huesca | 1º A. D. Almería |
| En negrita equipos que ascendieron a Segunda División. |                   |                 |                  |

## Promoción de permanencia en Tercera División

### Equipos clasificados
Los siguientes equipos se clasificaron para la promoción de permanencia desde Tercera División:
| 13º Arosa S. C.                                         | 13º C. D. Colonia Moscardó | 13º Villarreal C. F.        | 13º Atlético Marbella |
| 14º C. D. Laredo                                        | 14º A. D. Torrejón         | 14º C. D. Endesa Andorra    | 14º C. D. Badajoz     |
| 15º C. D. Lugo                                          | 15º C. D. Lagun Onak       | 15º C. D. Atlético Baleares | 15º C. D. Díter Zafra |
| 16º C. D. Basconia                                      | 16º Zamora C. F.           | 16º S. D. Ibiza             | 16º S. D. Melilla     |
| En negrita equipos que descienden a Categoría Regional. |                            |                             |                       |

## Resumen
Ascendieron a Segunda División:
| - Club Getafe Deportivo | - Levante Unión Deportiva | - Pontevedra Club de Fútbol | - Real Jaén Club de Fútbol |

Descendieron a Divisiones Regionales: 
| Grupo I - Club Deportivo Turón - Club Deportivo Santurce - Club Siero - Club Lemos | Grupo II - Club Deportivo Salmantino - Club Deportivo Alfaro - Sociedad Deportiva Eibar - Sociedad Deportiva Cultural Michelín | Grupo III - Villarreal Club de Fútbol - Club Deportivo Endesa Andorra - Centro de Deportes Manresa - Club Deportivo Mestalla - Club Deportivo Masnou - Club de Fútbol Calella | Grupo IV - Club Atlético Marbella - Albacete Balompié - Melilla Club de Fútbol - Real Balompédica Linense - Sociedad Deportiva Imperio de Ceuta |